# یکاترینا گاروخوفسکایا
یکاترینا ولادیمیروونا گاروخوفسکایا (روسی: Екатери́на Влади́мировна Горохо́вская؛ زادهٔ ۱۹۷۶ میلادی) بازیگر تئاتر و سینما، صداپیشه، کارگردان هنری تئاتر، منقد تئاتر، معلم اهل روسیه است.
از فیلم‌ها یا مجموعه‌های تلویزیونی که وی در آن‌ها نقش داشته است، می‌توان به لونتیک اشاره نمود.